# رون كارتر (كرة سلة)
رون كارتر (بالإنجليزية: Ron Carter)‏ مواليد 31 أغسطس 1956 في بيتسبرغ، هو لاعب كرة سلة أمريكي سابق. بدأ مسيرته الاحترافية في سنة 1978. تم اختياره من قبل فريق لوس أنجلوس ليكرز خلال الدرافت. يبلغ طوله 6 قدم 5 بوصة (2.0 م). اعتزل اللعب في 1980. لعب مع لوس أنجلوس ليكرز وانديانا بايسرز.

## روابط خارجية
- رون كارتر على موقع إن بي أي (الإنجليزية)
- رون كارتر على موقع سبورتس رفرنس (الإنجليزية)
- رون كارتر على موقع كلية كرة السلة في سبورتس رفرنس.كوم (الإنجليزية)
- رون كارتر على موقع ريلجم (الإنجليزية)
- رون كارتر على موقع بروبوليرز (الإنجليزية)